# Focke-Wulf 58
Focke-Wulf Fw 58 Odată cu formarea Luftwaffe în 1935 a apărut necesitatea unui aparat de scoală pentru piloții de avioane bimotoare și pentru antrenamentul în zborul instrumental (fără vizibilitate).
Focke-Wulf avea deja un proiect de avion de transport bimotor pentru Lufthansa, un mock-up fiind gata în februarie 1934 iar primul prototip FW 58 V1 (D-ABEM, W.Nr.451) a zburat pentru prima data la 18 ianuarie 1935, fiind urmat de cel de al doilea prototip, V2, în iunie 1935 care era prevăzut cu două mitraliere defensive, una în partea dorsală și una în botul aparatului. 

## Proiectare
Focke-Wulf Fw 58 era un avion bimotor cu aripa joasă cu săgeată pozitivă. Scheletul fuzelajului era fabricat din bare de metal sudate, acoperit cu pânza și placaj. Trenul de aterizare era retractabil în nacelele motoarelor, de asemenea acesta putea avea schiuri sau flotoare.
Armamentul de la bord era compus din două mitraliere MG15 una în partea dorsală iar una în botul avionului.
Prototipul Fw 58 V4 a fost baza dezvoltării modelului de serie Fw 58 B din care s-au construit 1350 de exemplare. Cel de al doilea model fabricat în serie fiind Fw 58 C astfel rezultând un număr de 4500 de exemplare fabricate din ambele modele. Producția a încetat în 1942 în Brazilia unde s-au fabricat 25 de exemplare sub licență.

## Utilizatori
- Argentina: 1938-1952
- Brazilia: Licență
- Bulgaria
- Germania Nazistă
- Finlanda
- Statul Independent al Croației
- Țările de Jos
- Austria
- Polonia
- România Mare
- Suedia[1]
- Uniunea Sovietică
- Cehoslovacia
- Turcia
- Regatul Ungariei